# Konstantin Fedin

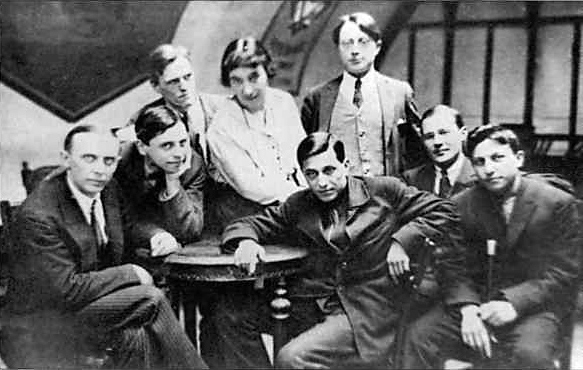
De Serapionbroeders, Fedin zit links vooraan (verder o.a. Zosjtsjenko, derde van rechts)

Konstantin Aleksandrovitsj Fedin (Russisch: Константин Александрович Федин) (Saratov, 24 februari 1892 – Moskou, 15 juli 1977) was een Russisch schrijver.

## Leven en werk
Fedin was van eenvoudige komaf en studeerde in Moskou. 
In 1914 reisde Fedin naar Duitsland, waar  hij ten gevolge van het uitbreken van de Eerste Wereldoorlog moest blijven tot 1918. Na zijn terugkeer naar Rusland werd hij in 1919 lid van de communistische partij, maar verliet die weer in 1921 en werd lid van de literaire groepering "de Serapionbroeders". 
In 1924 publiceerde hij zijn bekendste werk, Steden en jaren, dat het probleem van de intellectueel in de revolutie behandelt. De Russische intellectueel Starkov laat een aanhanger van de Witten ontsnappen omdat die ooit zijn leven heeft gered. Dit "verraad aan de revolutionaire zaak" moet gestraft worden en zijn vriend Kurt Wahn krijgt de opdracht hem te executeren. Dit morele probleem wordt door Fedin psychologisch sterk uitgewerkt, in de geest van de Russische klassieken.
Analoge problematiek werkte hij uit in zijn tweede grote roman, De broers (1928).
Met de jaren zou Fedin zich meer en meer achter het regime scharen en het ook vertegenwoordigen, vanaf 1959 als secretaris-generaal van de Bond van Sovjetschrijvers en als afgevaardigde van de Opperste Sovjet. In 1958 verbood hij de publicatie van Solzjenitsyns Kankerpaviljoen. Zijn later werk staat in het teken van het socialistisch realisme. 
Tijdens de Tweede Wereldoorlog publiceerde Fedin herinneringen aan Maksim Gorki die de censuur niet doorstonden, vooral omdat hij Gorki (die hem in 1931 een TBC-kuur in Davos mogelijk maakte) tekent als beschermheer van een aantal in ongenade schrijvers. In 1967 kwam dit werk alsnog ‘herzien’ uit.

## Werken (selectie)
- Steden en jaren 1924
- De broers 1928
- Sanatorium Arktur 1940
- Vroege vreugden. 1945
- Een ongewone zomer. 1948
- De vlam. 1961